# Barbora Štefková
Barbora Štefková (* 4. April 1995 in Olmütz) ist eine tschechische Tennisspielerin.

## Karriere
Štefková, die im Alter von sechs Jahren mit dem Tennissport begonnen hat, bevorzugt laut ITF-Profil Rasenplätze. Sie spielt überwiegend Turniere auf dem ITF Women’s Circuit, bei denen sie bislang neun Einzel- und 12 Doppeltitel gewinnen konnte.

## Turniersiege

### Einzel
| Nr. | Datum             | Turnier    | Kategorie   | Belag     | Finalgegnerin          | Ergebnis      |
| --- | ----------------- | ---------- | ----------- | --------- | ---------------------- | ------------- |
| 1.  | 31. August 2013   | Caslano    | ITF $10.000 | Sand      | Chiara Grimm           | 6:3, 6:1      |
| 2.  | 24. Mai 2014      | Ramla      | ITF $10.000 | Hartplatz | Margarita Lasarewa     | 6:1, 6:3      |
| 3.  | 31. Mai 2014      | Netanja    | ITF $10.000 | Hartplatz | Saray Sterenbach       | 7:64, 6:3     |
| 4.  | 15. Juni 2014     | Banja Luka | ITF $10.000 | Sand      | Daiana Negreanu        | 6:2, 6:2      |
| 5.  | 6. Dezember 2014  | Tel Aviv   | ITF $10.000 | Hartplatz | Deniz Khazaniuk        | 6:2, 6:0      |
| 6.  | 6. Juni 2015      | Andijon    | ITF $25.000 | Hartplatz | Weronika Kudermetowa   | 7:5, 6:3      |
| 7.  | 28. November 2015 | Tel Aviv   | ITF $10.000 | Hartplatz | Olga Doroschina        | 6:1, 6:4      |
| 8.  | 16. April 2016    | Istanbul   | ITF $50.000 | Hartplatz | Anastassija Piwowarowa | 7:5, 2:6, 6:1 |
| 9.  | 4. Juni 2016      | Namangan   | ITF $25.000 | Hartplatz | Xenija Lykina          | 7:5, 7:5      |

### Doppel
| Nr. | Datum            | Turnier               | Kategorie   | Belag             | Partnerin              | Finalgegnerinnen                       | Ergebnis           |
| --- | ---------------- | --------------------- | ----------- | ----------------- | ---------------------- | -------------------------------------- | ------------------ |
| 1.  | 23. Mai 2014     | Ramla                 | ITF $10.000 | Hartplatz         | Margarita Lasarewa     | Sofia Dmitrijewa Alexandra Morosowa    | 6:2, 3:6, [11:9]   |
| 2.  | 30. Mai 2014     | Netanja               | ITF $10.000 | Hartplatz         | Pia König              | Mariam Bolkwadse Anastassija Pribylowa | 6:3, 6:2           |
| 3.  | 14. Juni 2014    | Banja Luka            | ITF $10.000 | Sand              | Gabriela Pantůčková    | Anita Husarić Daiana Negreanu          | kampflos           |
| 4.  | 21. Juni 2014    | Přerov                | ITF $15.000 | Sand              | Chantal Škamlová       | Eva Rutarová Karolina Stuchlá          | 6:4, 6:3           |
| 5.  | 27. Juli 2014    | Horb                  | ITF $10.000 | Sand              | Hilda Melander         | Carolin Daniels Laura Schaeder         | 6:4, 6:1           |
| 6.  | 5. Dezember 2015 | Tel Aviv              | ITF $10.000 | Sand              | Alexandra Morosowa     | Wlada Ekschibarowa Darja Lodikowa      | 6:2, 7:5           |
| 7.  | 16. April 2016   | Istanbul              | ITF $50.000 | Hartplatz         | Nigina Abduraimova     | Walentina Iwachnenko Lidsija Marosawa  | 6:4, 1:6, [10:6]   |
| 8.  | 27. Mai 2016     | Andijon               | ITF $25.000 | Hartplatz         | Anastassija Wassyljewa | Wiktorija Kan Sabina Sharipova         | 6:3, 4:6, [10:7]   |
| 9   | 4. Februar 2017  | Burnie                | ITF $60.000 | Hartplatz         | Riko Sawayanagi        | Alison Bai Varatchaya Wongteanchai     | 7:66, 4:6, [10:7]  |
| 10. | 31. März 2018    | Scharm asch-Schaich   | ITF $15.000 | Hartplatz         | Mariam Bolkwadse       | María Paulina Pérez Paula Andrea Pérez | 6:2, 7:66          |
| 11. | 12. Oktober 2018 | Cherbourg-en-Cotentin | ITF $25.000 | Hartplatz (Halle) | Katarzyna Piter        | Alicia Barnett Silva Eden              | 6:2, 6:1           |
| 12. | 6. Januar 2019   | Hongkong              | ITF W25     | Hartplatz         | Michaëlla Krajicek     | Chen Pei-hsuan Wu Fang-hsien           | 6:4, 6:73, [12:10] |